# Toshiji Fukuda
Pour les articles homonymes, voir Fukuda.
Toshiji Fukuda (福田 俊司, Fukuda Toshiji), né le 3 juillet 1948, est un photographe japonais de la faune au Japon et en Russie. Il passe de cent à cent-cinquante jours chaque année l'Est de la Russie, où il photographie les espèces menacées et autres espèces sauvages. Il travaille avec l'Académie des sciences de Russie depuis 1991 et est membre honoraire de la branche d'Extrême-Orient de l'Institut de biologie marine de l'Académie.

## Travaux
- Fukurō (フクロウ?)
- Sennin Dōbutsu Yowa (仙人動物夜話?)
- Yasei wo otte (野生を追って?)
- Nikkō no Yasei Dōbutsu (日光の野生動物?)
- Usurī Tora o otte (ウスリートラを追って?)
- Shiberia Daishizen (シベリア大自然?)
- Hoppō Yontō Chishima Rettō Kikō  (北方四島・千島列島紀行?)
- Shiberia Dōbutsushi (シベリア動物誌?)
- Hokkyoku Guma no Ōkoku (ホッキョクグマの王国?)
- Shiberia Yachō Kikō (シベリア野鳥紀行?)
- Taiga no Teiō Amūru Tora o ou (タイガの帝王 アムールトラを追う?)

## Prix et récompenses
- 2013 : prix Gerald Durrell des espèces menacées, Wildlife Photographer of the Year pour Tiger untrapped.